# Glinki Suche
Glinki Suche [ˈɡlinki ˈsuxɛ] (en alemán: Trockenglienke) es un pueblo en el distrito administrativo de Gmina Okonek, dentro del Distrito de Złotów, Voivodato de Gran Polonia, en el oeste de Polonia. Se encuentra aproximadamente 6 kilómetros al norte de Okonek, 28 kilómetros al noroeste de Złotów, y 132 kilómetros al norte de la capital regional, Poznań.
Hasta 1945 el área era parte de Alemania.
El pueblo tiene una población de 60 habitantes.